# Star Trek 4 : Retour sur Terre
Pour les articles homonymes, voir Star Trek (homonymie).
Série Star Trek
Star Trek 3 : À la recherche de Spock
(1984) Star Trek 5 : L'Ultime Frontière
(1989)
Pour plus de détails, voir Fiche technique et Distribution.
Star Trek 4 : Retour sur Terre (Star Trek IV: The Voyage Home) est un film américain de science-fiction réalisé par Leonard Nimoy et sorti en 1986. Il voit les personnages de la série remonter dans le temps afin de se retrouver à San Francisco dans les années 1980. Empreint d'une morale écologique, le film est dédié à l'équipage de la Navette Challenger STS-51-L qui explosa en vol 73 secondes après son décollage. Il fait directement suite aux événements ayant eu lieu dans le film précédent.

## Synopsis
L'Enterprise a été détruit à la suite de la mission de sauvetage sur Genesis. Kirk, McCoy, Sulu, Uhura, Chekov, Scotty et Saavik ont débarqué sur Vulcain afin de permettre à Spock de se régénérer. Trois mois plus tard, en 2286, une énorme sonde spatiale fait son apparition, émettant un signal qui désactive l'énergie des vaisseaux alentours. Au même moment sur Terre, le procès de Kirk et de ses officiers commence en leur absence. Alors que la sonde s'approche de la Terre, le signal met à mal les réserves énergétiques et créé des tempêtes sur la surface de la planète. Starfleet envoie un signal de détresse et demande aux vaisseaux spatiaux de ne pas s'approcher de la Terre.
Le message est capté par l'ex-équipage de l'Enterprise, qui a décidé d'utiliser le vaisseau de type oiseau de proie Klingon volé, surnommé le HMS Bounty. Lors d'une analyse du signal, Spock s'aperçoit que le signal sonore s'approche du chant produit par les baleines à bosse et que la sonde attend une réponse qui n'arrivera jamais, les baleines ayant disparu au XXIe siècle. L'équipage décide d'utiliser leur vaisseau pour remonter dans le temps en utilisant la gravité du Soleil combiné à l'hyper exponentielle du vaisseau, afin de retrouver un spécimen de baleine à bosse et le ramener dans le futur.
De retour à San Francisco en 1986, le vaisseau, invisible grâce à la technologie klingonne, se pose sur un terrain de sport abandonné. Le voyage a fragilisé les cristaux de dilithium du vaisseau. Après avoir revendu une paire de lunettes antique afin de se procurer un peu d'argent, l'équipage se sépare en trois groupes : Spock et Kirk vont explorer l'aquarium de Sausalito afin de trouver des baleines, McCoy, Scotty et Sulu doivent trouver de quoi fabriquer une citerne qui permettrait d'accueillir les baleines tandis que Chekov et Uhura doivent trouver des réacteurs nucléaires afin de recharger le dilithium.
En visitant l'aquarium, Kirk et Spock apprennent par le Dr Gillian Taylor qu'à la suite de contraintes budgétaires, le couple de baleine à bosse, George et Gracie, sera relâché le lendemain dans l'océan. Spock plonge dans le bassin des baleines afin d'entrer en contact télépathique avec Gracie. Perçus comme des excentriques par le Dr Taylor, celle-ci commence à se confier à eux. Lors d'un dîner avec Kirk, le Dr Taylor lui fait part de ses craintes sur la future survie des baleines et lui confie qu'un traceur sera mis sur eux. Kirk lui ayant avoué qu'il vient du futur, celle-ci se ravise et refuse de lui donner les codes de fréquences.
De leur côté Scott et McCoy entrent en contact avec le dirigeant d'une usine de polymère et lui offrent la formule afin de construire une forme d'aluminium transparent en échange du matériel permettant de construire leur citerne. Sulu apprend à piloter un hélicoptère afin de pouvoir transporter le matériel vers la navette. Uhura et Chekov s'introduisent dans une base militaire afin de pouvoir s'approcher du porte-avions USS Enterprise (CVN-65) à propulsion nucléaire. Ils parviennent à recharger le dilithium, mais seule Uhura est téléporté sur le vaisseau. Capturé par les militaires, Chekov tente de s'enfuir et se blesse gravement en faisant une chute.
Le lendemain, le Dr Taylor s'aperçoit que les baleines ont été relâchées dans la nuit à la suite de la manigance d'un de ses supérieurs. Elle décide de faire appel à Kirk pour qu'il les aide et est transportée dans le vaisseau. Ayant appris que Chekov est enfermé dans un hôpital militaire, elle aide Kirk et McCoy à s'y introduire et à le délivrer. Les baleines sont téléportées dans le vaisseau peu de temps avant qu'un baleinier ne s'attaque à elles et le Dr Taylor force Kirk à la garder parmi eux.
Le retour au XXIIIe siècle est plus hasardeux que prévu, Spock devant compter sur son intuition afin de porter le vaisseau devenu plus lourd à la suite du transport des baleines et de l'eau dont elles ont besoin. Le vaisseau fait une entrée désastreuse dans l'atmosphère et finit par couler dans la baie de San Francisco où les baleines sont relâchées. Elles envoient un signal à la sonde qui finit par s'éloigner du voisinage de la Terre.
L'équipage finit par être jugé pour ses actions précédentes, mais est pardonné pour avoir sauvé la Terre. Kirk est dégradé de son statut d'Amiral pour redevenir Capitaine. Un nouveau vaisseau lui est confié. Il s'agit d'une seconde version de l'Enterprise (NCC-1701-A) remise à neuf. L'équipage repart pour une nouvelle mission.

## Fiche technique
- Titre original : Star Trek IV: The Voyage Home
- Titre français : Star Trek 4 : Retour sur Terre
- Réalisation : Leonard Nimoy
- Scénario : Steve Meerson, Peter Krikes, Harve Bennett et Nicholas Meyer, d'après une histoire de Leonard Nimoy et Harve Bennett
- Musique : Leonard Rosenman
- Décors : Jack T. Collis
- Costume : Robert Fletcher
- Directeur de la photographie : Don Peterman, A.S.C.
- Montage : Peter E. Berger
- Producteurs : Harve Bennett et Ralph Winter
- Sociétés de production : Paramount Pictures, avec la participation d'Industrial Light & Magic
- Distribution : Paramount Pictures
- Pays d'origine :  États-Unis
- Langue originale : anglais
- Format : Technicolor - 35 mm - 2,35:1
- Budget : 21 millions de dollars[2]
- Genre : science-fiction, comédie
- Durée : 110 minutes
- Dates de sortie[3] :
  - États-Unis : 26 novembre 1986
  - France : 3 février 1988

## Distribution
- William Shatner (VF : Sady Rebbot) : amiral James Tiberius Kirk
- Leonard Nimoy (VF : Robert Party) : capitaine Spock
- DeForest Kelley (VF : François Marié) : docteur Leonard McCoy
- James Doohan (VF : Georges Aubert) : commandant Montgomery Scott
- Walter Koenig (VF : Nicolas Brémont) : commandant Pavel Chekov
- George Takei (VF : Tola Koukoui) : commandant Hikaru Sulu
- Nichelle Nichols (VF : Laure Moutoussamy) : commandant Nyota Uhura
- Catherine Hicks (VF : Emmanuèle Bondeville) : docteur Gillian Taylor
- Mark Lenard (VF : Georges Berthomieu) : ambassadeur Sarek
- Jane Wyatt (VF : Monique Mélinand) : Amanda
- Majel Barrett : commandant Chapel
- Grace Lee Whitney : commandant Rand
- Robin Curtis (VF : Annie Balestra) : lieutenant Saavik
- Robert Ellenstein (VF : Michel Gudin) : président du Conseil de la Fédération
- John Schuck (VF : Yves Brainville) : ambassadeur Klingon
- Brock Peters : amiral Cartwright
- Michael Snyder (VF : Marc Alfos) : officier de communication de Starfleet
- Michael Berryman : Officier d'affichage Starfleet
- Mike Brislane (VF : Michel Vigné) : officier scientifique de l'USS Saratoga
- Jane Wiedlin : officier de communication extraterrestre
- Vijay Amritraj : capitaine Joel Randolph
- Scott DeVenney (VF : Hervé Jolly) : Bob Briggs

## Production

### Développement

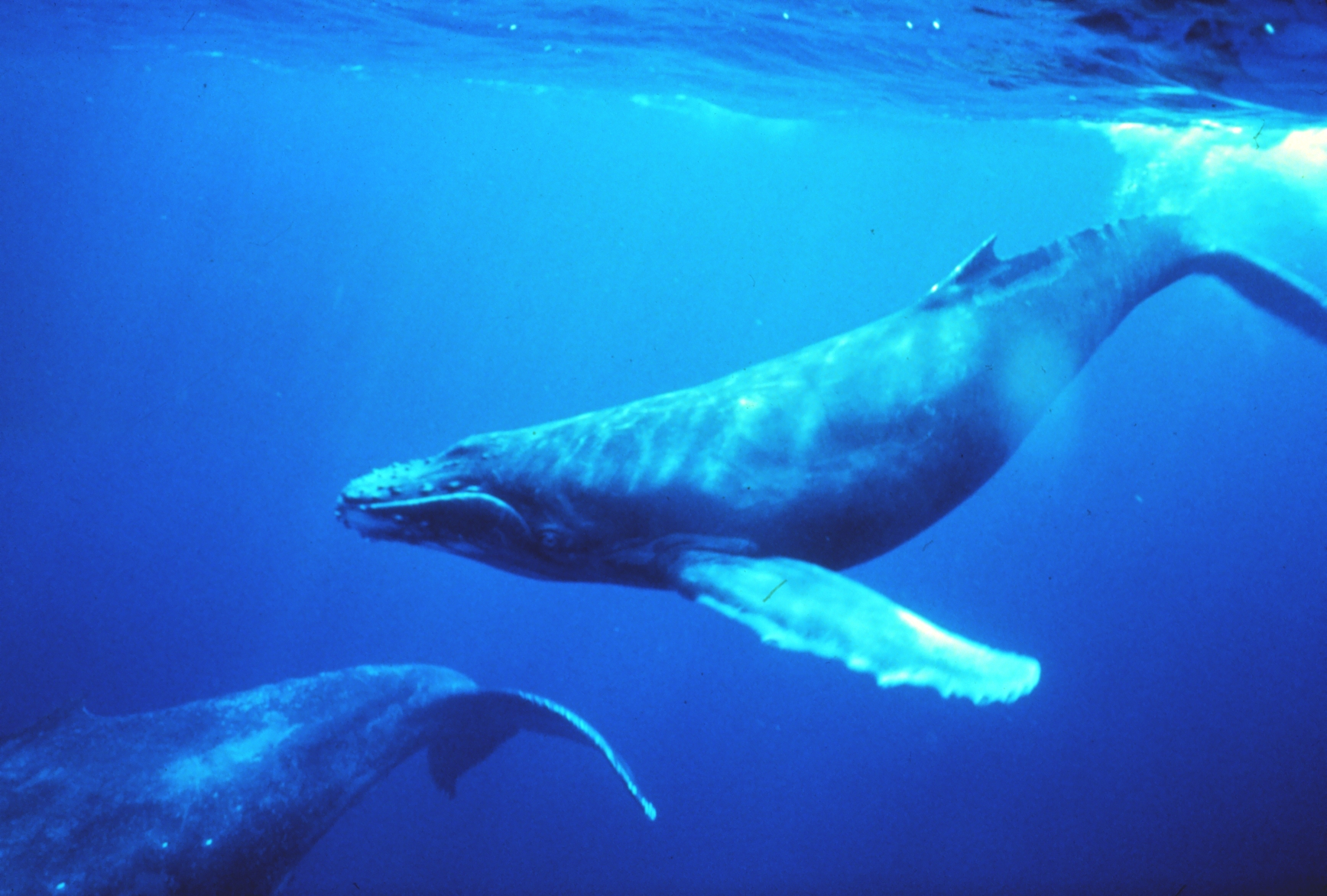
Le chant des baleines à bosse est au cœur de l'intrigue du film.

Avant même la sortie en salles de Star Trek 3 : À la recherche de Spock, Leonard Nimoy se voit à nouveau proposer la réalisation du prochain film. Ayant eu de nombreuses contraintes sur le précédent, la Paramount lui donne une grande liberté pour ce 4e film. Par opposition au précédent, très dramatique, Leonard Nimoy et le producteur Harve Bennett souhaitent ici un film plus léger qui n'aurait pas réellement de méchant. Comme William Shatner n'est pas sûr de reprendre son rôle de James T. Kirk, Leonard Nimoy et Harve Bennett envisagent alors une préquelle, imaginée par Ralph Winter, qui verrait les personnages principaux à l'Académie de Starfleet. Finalement William Shatner accepte de revenir après une augmentation de salaire. Comme William Shatner, Leonard Nimoy obtient un salaire de 2 500 000 $, moins que leur demande originale, la Paramount ayant décidé de garder du budget pour la nouvelle série télévisée en préparation Star Trek : La Nouvelle Génération.
S'inspirant de l'épisode de la série télé ayant le mieux marché et contraint par un budget réduit, Leonard Nimoy et Harve Bennett envisagent de créer une aventure autour du voyage dans le temps dans laquelle l'équipage de l’Enterprise est contraint de se rendre dans le passé pour trouver un élément qui n'existe qu'à cette époque. Ils envisagent plusieurs pistes comme des luthiers, le forage du pétrole ou encore une maladie dont le traitement a détruit les forêts humides. Sur les conseils d'un ami, Leonard Nimoy développe une idée autour des mystérieux chants des baleines à bosse.
Leonard Nimoy approche ensuite le scénariste du Flic de Beverly Hills, Daniel Petrie Jr., pour écrire le scénario d'après cette idée. Jeffrey Katzenberg pense que c'est « la meilleure ou la pire idée du monde ». Fan de Star Trek, Eddie Murphy souhaite un rôle. Lui et Leonard Nimoy pensent que sa présence pourrait attirer de nombreux spectateurs en dehors des fans de la franchise mais que cette tentative peut tourner au ridicule. Steve Meerson et Peter Krikes sont engagés pour écrire un script dans lequel Eddie Murphy incarne un professeur d'université croyant aux extra-terrestres et spécialiste du chant des baleines. L'acteur n'est cependant pas séduit par l'idée, car il voulait jouer un alien ou un officier de Starfleet. Il quitte alors le projet et participe à Golden Child : L'Enfant sacré du Tibet (1986), ce qu'il regrettera par la suite. Le personnage du professeur est alors combiné avec un autre déjà existant pour devenir celui de Gillian Taylor.
Insatisfait du script, le studio demande à Nicholas Meyer, scénariste et réalisateur de Star Trek 2 : La Colère de Khan, d'aider à sa réécriture. Il décide cependant avec Harve Bennett de se partager les tâches : Bennett se charge de la première partie jusqu'au voyage dans le temps, Meyer écrit la seconde qui se déroule au XXe siècle, et Bennett s'occupe de la fin. Après 12 jours d'écriture, Nicholas Meyer et Harve Bennett combinent leur travail. Dans cette version, Gillian Taylor restait en 1986 pour s'assurer de la survie des baleines, malgré un éventuel paradoxe temporel. Nicholas Meyer préférait cette fin qu'il jugeait plus logique car celle-ci mettait en évidence l'importance de l'action humaine sur la préservation des espèces. Ils suppriment ensuite certaines idées de Steve Meerson et Peter Krikes comme celle où un oiseau de proie klingon passe au-dessus du Super Bowl ou encore celle de Saavik retournant sur Vulcain car elle est enceinte de Spock.
Leonard Nimoy expliquera plus tard que Nicholas Meyer a ajouté au script l'humour et la satire sociale qu'il souhaitait depuis le départ. Il est aussi d'accord avec l'idée de faire un film Star Trek sans "mort, sans combats, sans tirs de lasers ou de méchant stéréotypés.". L'un des premiers films de Meyer, C'était demain était aussi une histoire de voyage dans le temps qui se déroulait à San Franscisco. Une scène où les personnages croisent un Punk qui ennuie son entourage avec sa musique est reprise et s'inspire d'une anecdote que Nimoy a vécu dans les rues de New York. Meyer dira que l'écriture du film se fit de manière particulièrement tranquille, celui-ci montrant le résultat de son travail au fur à mesure à Nimoy et Bennett qui validaient son travail. Une fois le script fini, le script fut présenté à William Shatner pour d'éventuelles réécritures avant d'être présenté aux exécutifs de la Paramount qui en furent contents.

### Attribution des rôles
Eddie Murphy est envisagé pour le rôle d'un professeur spécialiste d'ufologie de Berkeley qui découvrirait un vaisseau klingon durant le Super Bowl. Cependant, la Paramount s'oppose à cette idée car Eddie Murphy était la vedette de la franchise Le Flic de Beverly Hills et le studio ne voulait pas d'amalgame avec son autre franchise, Star Trek[réf. à confirmer]. Le personnage a fusionné avec un autre personnage pour devenir celui du Dr Taylor, joué par l'actrice Catherine Hicks. Celle-ci ignorait tout de l'univers Star Trek avant de jouer[réf. à confirmer] mais fut choisie par Leonard Nimoy à la suite d'un diner où elle s'était bien entendue avec William Shatner. Pour le personnage, Nicholas Meyer s'est inspiré d'une biologiste qu'il avait aperçu dans un documentaire sur les baleines de la National Geographic.
William Shatner accepte de reprendre son rôle de Kirk pour un salaire de deux millions et la promesse d'être le réalisateur du prochain film. Harve Bennett ayant estimé que DeForest Kelley et James Doohan pouvaient former un duo comique, les deux acteurs eurent des scènes où ils visitent une usine.
Majel Barrett a repris son rôle de Christine Chapel devenue directrice du service médical de Starfleet. Son personnage avait un rôle plus consistant dans l'intrigue mais celui-ci fut coupé au montage. Elle n'a finalement plus qu'une seule ligne de dialogue et un plan de son visage. On peut aussi apercevoir Grace Lee Whitney dans ces scènes sous les traits d'une commandante et son personnage est crédité sous le nom de Janice Rand, laissant supposer que son personnage a pris du galon. Mark Lenard et Jane Wyatt reprennent les rôles des parents de Spock, l'Ambassadeur Sarek et Amanda Grayson qu'ils avaient tenus la première fois dans l'épisode de 1967 Un tour à Babel. Robin Curtis revint dans le rôle du lieutenant Saavik. Les raisons pour lesquelles elle devait rester sur Vulcain étaient expliquées, celle-ci se révélait être enceinte de Spock à la suite des événements du film précédent. Cette révélation fut abandonnée au montage.
C'est le producteur associé Kirk R. Thatcher qui joue le rôle du Punk énervé du bus. La chanson qui passe depuis l'enregistreur cassette a été écrite et composée par lui sous le faux nom de groupe "Punk on the bus",.

### Préproduction
C'est une nouvelle fois Industrial Light & Magic (ILM) qui est chargé des effets spéciaux du film. Les concept arts de la sonde extraterrestre sont dessinés par l'illustrateur Ralph McQuarrie et les modèles sont construits sous la supervision du directeur artistique Nilo Rodis avec l'idée de créer une sorte de cylindre géant ressemblant à une baleine géante. Le prototype original était couvert de bernacles et son antenne sphérique est créé à partir d'un tuyau d'irrigation. Trois modèles de maquette de la sonde sont construits : un modèle rudimentaire, un plus gros faisant 2,4 mètres de long et un modèle de 6,1 mètre afin de donner l'illusion d'un vaisseau massif. La maquette est éclairée par des lampes halogènes et filmée par trois caméras différentes. Au cours du tournage, la sonde fut repeinte d'un noir brillant afin de lui donner un aspect bien plus menaçant.
D'autres maquettes de vaisseaux sont construites pour les besoins du film : l'USS Saratoga (le premier vaisseau affecté par la sonde) est construit à partir de la maquette de l'USS Reliant du film Star Trek 2 : La Colère de Khan. Les Deux vaisseaux touchés par la sonde au début du film portent d'ailleurs les noms de deux porte-avions américains, le Saratoga et le Yorktown, construits dans les années 1940. La maquette de l'Oiseau de Proie avait été construite pour les besoins du film Star Trek 3 : À la recherche de Spock mais une seconde version de celle-ci fut construite afin de pouvoir servir aux séquences d'actions. On y voit d'ailleurs des salles différentes que celle du film précédente qui furent construites afin d'ajouter une architecture plus extraterrestre et plus anguleuse. La lumière fut aussi modifiée afin de la rendre plus agressive. Les maquettes des docks spatiaux furent reprises telles quelles du film précédent malgré une directive de la Paramount qui envisageait de les détruire.
Robert Fletcher est à nouveau chargé de la création des costumes du film. Durant les scènes se passant sur Terre, Kirk et son équipe portent toujours leur tenue du XXIIIe siècle. Il est débattu avec Nimoy de savoir s'ils devaient se changer avec des tenues plus contemporaines, mais ils estimèrent que vu l'excentricité des habitants de San Francisco, ils pouvaient les garder. Lors de repérages, certains des acteurs ont marché dans la rue avec leurs costumes sans que les gens n'y prennent particulièrement garde.

### Tournage

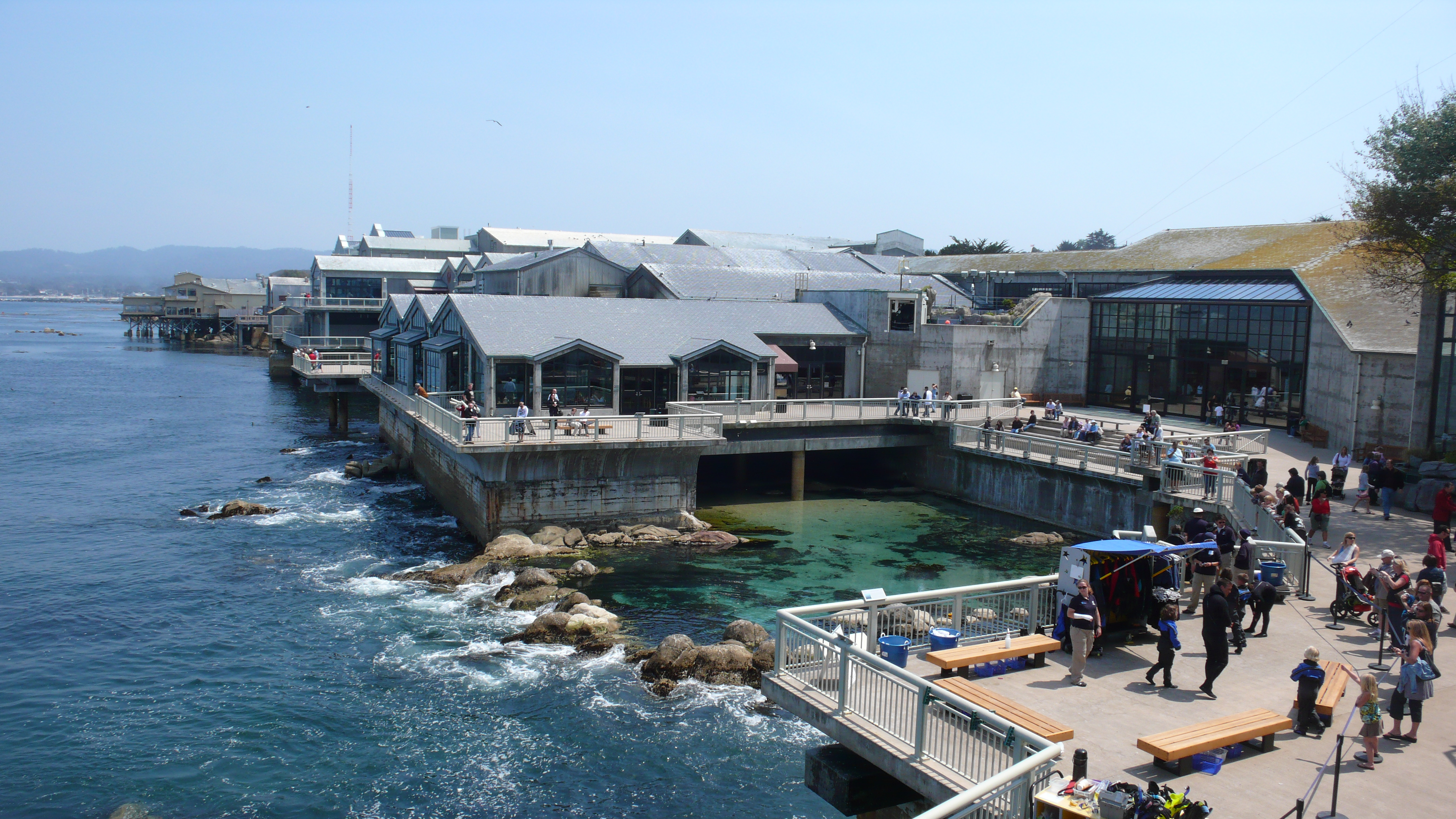
L'aquarium de la baie de Monterey.

Nimoy choisit Donald Peterman en tant que directeur de la photographie considérant qu'en tant qu'artiste il apporterait un certain regard que lui-même n'avait pas.
Le tournage débute le 24 février 1986 par les scènes se déroulant sur le vaisseau USS Saratoga. Le décor utilisé est celui du pont du Grissom dans Star Trek III : À la recherche de Spock, ainsi qu'une partie du pont de l’Enterprise utilisé dans Star Trek, le film. Une fois le tournage de ces scènes achevé, le décor fut modifié pendant plusieurs mois afin de pouvoir servir ultérieurement en tant que pont de l' Enterprise-A.
Comme lors du tournage des précédents films, de nombreux accessoires construits pour les films précédents furent réutilisés afin d'économiser le budget. Des scènes des intérieurs des docks spatiaux, des plans de la destruction de l'Enterprise, des plans montrant l'Oiseau de Proie en train de manœuvrer furent recyclés du film précédent. L'intérieur de l'Oiseau de Proie fut construit pour l'occasion, la salle des ordinateurs étant construite à partir du décor de la salle des réacteurs dans laquelle Spock meurt à la fin de La Colère de Khan. Après le tournage des scènes ayant lieu sur le pont du vaisseau, le décor fut repeint en blanc afin de servir durant la séquence du voyage dans le temps.
Retour sur Terre est le premier film Star Trek à avoir beaucoup de scènes en dehors des studios. Une grande partie de la production fut tournée en dix jours, à San Francisco et dans ses alentours, ceux-ci voulant que la ville soit facilement identifiable. 
Ce tournage en extérieur causera des problèmes logistiques : ainsi la scène où Kirk est en passe de se faire écraser par un chauffeur de taxi demandait que 12 à 15 voitures soient positionnées correctement, demandant une demi-heure de préparation à chaque tournage. D'autres scènes furent tournées en ville puis en studio, comme la scène du restaurant italien. À l'origine, les scènes autour de l'Oiseau de Proie devaient être tournées dans un véritable parc naturel, mais de fortes pluies le jour prévu pour le tournage ont poussé l'équipe à abandonner et à tourner celles-ci au Will Rogers Park à l'ouest de Los Angeles.
Selon George Takei, lorsque McCoy, Scotty et Sulu se trouvent devant un building avec une publicité pour les pages jaunes, une porte s'ouvre et une femme asiatique sort dans la rue. La scène s'arrête ici mais à l'origine un petit garçon asiatique nommée Hikaru devait bousculer la femme. Sulu réalise alors que ce garçon est l'un de ses ancêtres. Finalement, l'enfant choisi pour tourner la scène n'a pu le faire. Du coup, la scène n'a pas été tournée[réf. à confirmer].
L'aquarium de la baie de Monterey est utilisé pour les scènes à l'institut des cétacés. Le bâtiment fut retouché via effets spéciaux pour ajouter un bassin pour les baleines. Durant la scène de la visite du bassin des baleines, les acteurs jouaient devant un mur nu et les plans furent retouchés en post-production en y ajoutant des plans de l'Aquarium tournés sur fond vert. Le plan où Spock entre en contact avec les baleines fut tourné quelques semaines plus tard dans un bassin servant d'entrainement aux astronautes.
Les scènes mettant en scène Uhura et Chekov furent tournées dans le porte-avions Ranger (CV-61) et les figurants sont de véritables militaires. L'aéroport international d'Oakland servit afin de tourner les scènes se déroulant dans les couloirs du QG de Starfleet. Les scènes se déroulant après l'amerrissage de l'Oiseau de Proie dans la baie de St Francisco furent tournées dans un bassin à l'intérieur des studios de la Paramount. Les scènes dans lesquelles Uhura et Chekov interrogent les piétons fut tournée via une caméra cachée, toutefois les passants sont des figurants qui savaient qu'ils seraient filmés sans savoir où se trouvaient les caméras.

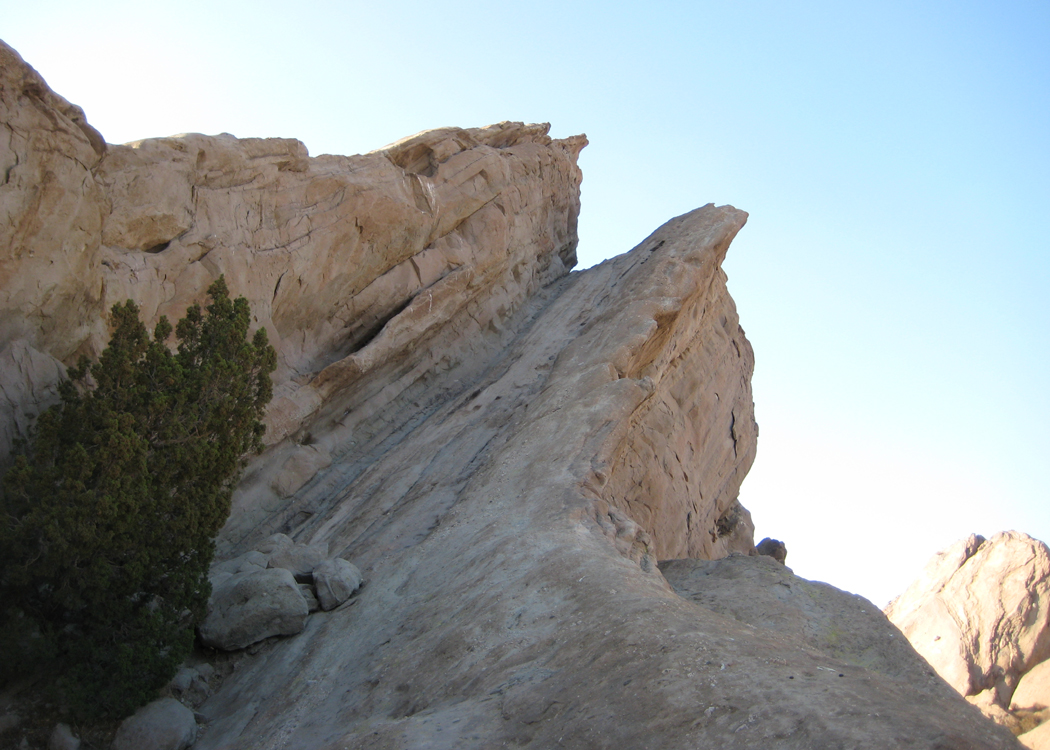
Le site de Vasquez Rocks est utilisé pour la planète Vulcain.

Le parc de Vasquez Rocks, au nord de Los Angeles, est utilisé pour la planète Vulcain, notamment la scène montrant Spock au bord d'une falaise. La scène où l'on voit l'Oiseau de Proie depuis l'extérieur combine des plans réels et un système de matte painting. Une autre partie de ces scènes, notamment celles où l'équipage de l'Enterprise se prépare à retourner sur Terre, a été filmée sur les parkings de la Paramount, la production devant masquer les immeubles qui pouvaient figurer en arrière plan.
La salle du conseil de la fédération est construit en deux temps dans la même pièce, permettant de faire un champ et un contre champ montrant le même mur. On peut y apercevoir une table centrale, qui resservira dans la série télé Star Trek: The Next Generation. Le tournage pris fin le 5 mai 1986.

### Effets spéciaux
Nimoy approcha ILM dans les premières heures du développement afin de fournir des storyboards aux effets optiques. De nombreux plans utilisent la technique du matte painting, afin de donner un effet de profondeur et pour permettre des plans de coupe sans avoir à construire de nouveaux décors. L'idée était de créer des peintures qui se fondent bien avec l'environnement et font réelles. Les bureaux du Quartier Général de Starfleet ont été créés afin ressembler aux bâtiments de San Francisco en plus futuristes, et ont été filmés à l'aéroport d'Oakland, avec l'idée d'avoir un grand espace que l'on pourra peindre.
De même, les scènes mettant en scène l'Oiseau de Proie sur Vulcain sont une combinaison d'acteurs filmés en extérieur sur le parking de la Paramount (recouvert d'argile pour l'occasion) et de matte-painting d'arrière-plans reproduisant le vaisseau et la planète Vulcain. La scène de décollage du vaisseau pour la Terre fut plus compliquée à tourner, les acteurs devant faire semblant de suivre le parcours du vaisseau des yeux, et des éléments d'arrière-plan, comme les piliers de feux et le soleil, devant être intégrés dans le plan. Chaque plan fut filmé séparément et réintégré de manière composite sur un plan filmé avec une caméra en motion control et le soleil fut créé en superposant les plans de plusieurs couches de lumière.
Le script montrait la sonde en train de vaporiser les océans de la Terre, générant une couche de nuage épaisse. Le cinématographe Don Dow voulait utiliser des explosifs à l'intérieur de la mer, afin de montrer des gerbes d'eau massives, mais cette proposition fut rejetée car elle créerait des problèmes avec les règles sur la pèche et gênerait la vie sous-marine. L'équipe des effets spéciaux utilisa un bassin rempli de soda auquel on avait adjoint une machine à fumée. Les résultats obtenus par ces plans furent superposés à d'autres plans représentant ou une peinture de la terre, ou des effets d'éclairs créant une explosion de lumière.
Les effets de voyage dans le temps furent parmi les plus complexes à créer pour le film. ILM avait créé un effet de saut spatial propre à l'Oiseau de Proie lors du dernier film, mais celui-ci devait se superposer à un effet de rotation autour du soleil. Il fallut de nombreux essais avant d'obtenir celui voulu, notamment pour créer le soleil à partir d'une source lumineuse placée derrière une vitre en plexiglas. Alors que le script ne précisait rien de particulier à propos du voyage dans le temps en lui-même, Leonard Nimoy voulait créer une sorte de montage créé à base d'images bizarres. Il fut décidé très tôt d'utiliser des images de synthèse, afin de donner un effet d'irréel qui tranche avec le reste du film. L'équipe d'ILM eu le feu vert pour créer des images à partir des storyboards dessinés par McQuarrie : Le pont du vaisseau fut repeint en blanc, et les visages de l'équipage furent digitalisés via un prototype de scanner 3D afin de créer un effet de transformation. En définitive, il fallut deux semaines pour sortir le rendu 3D de trente minutes de films. D'autres plans furent créés de manière plus traditionnelle, comme le plan d'une marionnette sur fond bleu afin de montrer un homme tombant à l'intérieur de la Terre, à laquelle fut superposé des plans de nitrogène liquide pour donner une impression de fumée.
Depuis le début de la production, les réalisateurs savaient que les plans des baleines à bosses seraient difficiles à faire, au point qu'il fut même envisagé à un moment de changer d'animal. Un véritable passage de baleine fut filmé près de la baie de San Francisco par Don Dow et son équipe, mais le résultat ne rendait rien de satisfaisant. Après avoir envisagé plusieurs solutions, l'équipe engagea un expert en robotique, Walt Conti. Après examen de plans de baleine en mouvement, Conti aida à la création de baleines mécaniques avec un avant rigide et un corps souple. Un premier prototype de 76 centimètres fut créé avant validation de deux modèles d'un mètre vingt radiocommandés. Chaque élément était waterproof afin d'empêcher que l'eau ne s'infiltre. Les modèles complets furent filmés durant deux semaines à la piscine du lycée de Junipero Serra, dans le Comté de San Mateo/ Sur quelques plans, notamment la sortie en mer des baleines, les créatures furent simulées via des marionnettes animatroniques en taille réelles - plans tournés dans les locaux de la Paramount.
Les maquettes de l'USS Enterprise avaient été détruites lors du précédent film, le superviseur des effets spéciaux Ken Ralston avait envisagé de construire de nouvelles maquettes plus perfectionnées. Toutefois, par contrainte budgétaire, les anciens modèles furent réparés et repeints pour servir de duplicata à l'USS Enterprise A. La maquette de la navette de trajet de Star Trek, le film fut réutilisée pour l'arrivée dans le vaisseau en fin de film.

### Postproduction
Il est décidé durant le montage de rajouter une introduction du film, un carton en hommage à la navette américaine Challenger, qui a explosé le 28 janvier 1986.

« [...] le châtiment pour notre désobéissance nous attendait. Toute l'équipe de Star Trek dédie ce film aux hommes et aux femmes de la navette Challenger dont l'esprit de courage perdurera jusqu'au XXIIIe siècle et au-delà... »

### Musique et bande son
Bandes originales de Star Trek
Star Trek III : À la recherche de Spock
(1984) Star Trek V : L'Ultime Frontière
(1989)
Après avoir composé la musique de Star Trek 2 : La Colère de Khan et Star Trek 3 : À la recherche de Spock, James Horner ne souhaite pas revenir une 3e fois. Leonard Nimoy contacte son ami Leonard Rosenman, qui a notamment travaillé sur plusieurs films de la saga La Planète des singes,. Le compositeur tente de faire un arrangement du thème de Star Trek par Alexander Courage mais Leonard Nimoy lui demande finalement une composition originale. Le critique musical Jeff Bond écrira que c'est l'un des thèmes les plus originaux des films Star Trek avec un thème composé d'une variation de six notes rappelant le thème de Frodo composé par Rosenman pour le Seigneur des Anneaux de Ralph Bakshi. La mélodie est jouée dans les scènes sur Vulcain et la scène où Taylor cherche l'aide de Kirk pour sauver les baleines.
Le fait que l'action se déroule entièrement sur Terre donna à Rosenman tout le loisir d'écrire des musiques dans des styles différents. Nimoy voulait que l'arrivée de l'équipage dans les rues de San Francisco soit accompagnée d'une musique proche de celle de George Gershwin mais Rosenman préféra un morceau de jazz fusion du groupe Yellowjackets. Lorsque Chekov tente de s'enfuir de la base aérienne, le thème écrit par Rosenman se met à incorporer des extraits de compositions classiques russes. La musique de fuite de l'hôpital fut joué dans un style baroque. Des compositions plus classiques furent écrites pour la musique de l'affrontement contre le baleinier ainsi que dans les scènes de la sonde. La première apparition de l' Enterprise-A utilise la musique emblématique d'Alexander Courage sur le thème de Star Trek.
Le sound design du film est créé par Mark Mangini. Si des sons familiers de l'univers de Star Trek sont audibles, comme celui de l'effet de transparence de l'Oiseau de Proie, ou les bruits de téléportations, Mangini s'est appliqué à les modifier légèrement et à rajouter de nouveaux bruitages pour le vaisseau. Il créera aussi les sons des baleines et de la sonde. Il est mis en contact avec le biologiste Roger Payne, qui avait des enregistrements de baleines, et Mangini sélectionna ceux qui évoquaient le plus la conversation et le langage. Le bruitage de la sonde a été créé à partir d'enregistrements de baleine déformés. À l'époque, Bennett et les pontes de la Paramount suggèrerent que la transmission de la sonde et les cris de baleines soient sous-titrés, ce qui allait à l'encontre des désirs de Nimoy et Meyer, qui voulaient que la discussion entre eux reste mystérieuse. Il fallut une douzaine de tentatives pour trouver un son convaincant pour la sonde, et c'est finalement un son guttural de Nimoy faisant "wub-wub-wub" qui servit de base pour celle-ci.
La musique du Punk a été écrite et enregistré par Kirk Thatcher en collaboration avec Mark Mangini. En collaboration avec deux autres sound-designer qui avaient autrefois joué dans des groupes punk, ils composent le morceau I Hate You (en corrélation avec l'attitude du Punk), et en écrivent les paroles. La chanson est enregistrée dans les couloirs des studios en utilisant des micros bon marché, afin d'avoir un son plus sale qu'en studio. La chanson sera réutilisée pour un film de 1987, Back to the Beach.
Liste des titres
1. Main Title - 2:39
2. The Whaler - 2:00
3. Market Street (interprété par Yellowjackets) - 4:39
4. Crash-Whale Fugue - 8:15
5. Ballad of the Whale (interprété par Yellowjackets) - 5:03
6. Gillian Seeks Kirk - 2:42
7. Chekov's Run - 1:19
8. Time Travel - 1:29
9. Hospital Chase - 1:13
10. The Probe - 1:17
11. Home Again: End Credits - 5:40

## Accueil

### Sortie
Retour sur Terre est sorti en Amérique du Nord durant le week-end de Thanksgiving, le 26 novembre 1986,. Comme la franchise Star Trek fonctionne moins à l'international, les producteurs ont créé une bande annonce destinée au marché extérieur qui désaccentue le côté Star Trek du titre et supprime les références aux films La Colère de Khan et À la Recherche de Spock, mais d'après le retour de l'équipe marketing, cela ne faisait aucune différence. Toutefois, Retour sur Terre reste le premier film Star Trek montré en Union soviétique via l'ONG WWF, qui le diffusera à Moscou le 26 juin 1987 en célébration de la promulgation d' une loi contre la chasse à la baleine. Durant la projection, Nimoy et Bennett furent surpris de voir que le film reste aussi divertissant pour les Russes que pour le public américain, et une pique de McCoy envers la bureaucratie fut même applaudie par le public.
Une novelisation du film par Vonda N. McIntyre fut publiée par Pocket Books pour la sortie du film. Le livre restera pendant huit semaines sur la liste des best-sellers du The New York Times atteignant la troisième place. Le livre explique que la compagnie à laquelle Scotty vend le secret pour fabriquer de l'aluminium transparent est celle qui, dans leur monde, était censée en avoir fait la découverte. MCA Records sortit la bande originale du film le 26 novembre 1986.
Durant sa première semaine, Retour sur Terre détrônera Crocodile Dundee de sa première place au box office américain, après 8 semaines en tête,. Le film engendrera 39,6 millions de dollars durant les cinq premières semaines d'exploitation, battant À la Recherche de Spock de plus de 14 millions. Le film fera finalement plus de 133 millions de dollars de recettes en comparaison des 21 millions qu'aura coûté le projet. Retour sur Terre se place en tant que troisième film ayant le mieux marché au box-office américain, arrivant 3e sur 12, juste derrière le reboot Star Trek et sa suite Star Trek Into Darkness. C'est donc le meilleur film au box-office de la première saga. Durant l'année de sa sortie, le film sera le cinquième film de la Paramount ayant le mieux marché au box-office. Une partie du succès vient de son président Frank Mancuso Sr. qui changea la date d'exploitation du film, initialement prévue pour Noel, afin de la placer durant Thanksgiving.
| Pays ou région    | Box-office     | Date d'arrêt du box-office | Nombre de semaines |
| ----------------- | -------------- | -------------------------- | ------------------ |
| États-Unis Canada | 109 713 132 $  | 5 mars 1987                | 15                 |
| France            | 66 670 entrées |                            |                    |
| Total mondial     | 133 013 132 $  | -                          | -                  |

### Critique
Le film a reçu des critiques globalement positives lors de sa sortie. Leonard Nimoy déclare qu'à l'époque il s'agissait du film Star Trek le mieux accueilli, aussi bien par le grand public que par les fans de la franchise. Sur Rotten Tomatoes le film atteint un taux d'appréciation de 81% sur la base de 43 critiques et une note moyenne de 6,79 sur 10. Selon le consensus critique Star Trek IV : Retour sur Terre est peut-être le moyen le plus léger et le plus agréable d'entrer dans la série, mettant en valeur les excentricités de l'équipage de l'Enterprise.
Selon le site CinemaScore, le film obtient la note moyenne de "A+" sur une échelle allant de A+ à F.
À l'époque de sa sortie, Paul Attanasio du Washington Post décrit le film comme « un immense plaisir et un parfait divertissement pour Noël ». De son côté Janet Maslin du The New York Times admet que si l'histoire du film tient de la "démence" le film fait beaucoup pour la longévité de la franchise. Rushworth Kidder du Christian Science Monitor apprécie le film parce qu'il propose quelque chose de différent au public, sans meurtre, ni violence et sans antagoniste.
Le côté humoristique de type "poisson hors de l'eau" fut grandement apprécié. Le critique du Courier Mail trouve le film plus drôle que les précédents et souligne les efforts en ce sens des acteurs, scénaristes et du réalisateur . David Ansen de Newsweek considère ce 4e film comme le plus léger de la saga, mais aussi comme celui qui se rapproche le plus de l'esprit de la série télévisée originale. Liam Lacey de The Globe and Mail écrit une critique assez négative, mettant en cause la mise en scène de Leonard Nimoy, le timing comique et son humour assez faible.
Les effets spéciaux sont globalement bien accueillis par la presse,. Les critiques du The Sydney Morning Herald and Courier Mail estiment que les effets spéciaux jouent un moins grand rôle que les personnages ou leurs dialogues, voire pour le critique de USA Today, ce manque d'effets spéciaux permet parfois à la distribution de prouver qu'ils sont des acteurs capables, plus que dans les précédents films. Janet Maslin écrit que la direction de Nimoy peut parfois laisser à désirer mais que sa sincérité "inratable" transparait dans le film.
En 2001, lors d'une rétrospective de la BBC, le film est présenté comme l'un des épisodes les plus forts de la saga, prouvant que la franchise peut exister sans scènes d'actions spatiales et sans l'iconique USS Enterprise.
En 2018, Popular Mechanics classe la scène dans laquelle Chekov cherche des engins nucléaires parmi les 50 meilleurs moments de la science-fiction.

## Distinctions

### Récompenses
- ASCAP Awards 1987 : meilleure musique pour Leonard Rosenman[60]
- Saturn Awards 1987 : meilleurs costumes pour Robert Fletcher
- Genesis Awards 1987 : meilleur film d'aventure

### Nominations
- Oscars 1987 : meilleure photographie pour Donald Peterman, meilleur mixage de son, meilleur montage de son et meilleure musique pour Leonard Rosenman
- Saturn Awards 1987 : meilleur acteur pour William Shatner et Leonard Nimoy, meilleur réalisateur pour Leonard Nimoy, meilleur maquillage, meilleur film de science-fiction, meilleurs effets spéciaux meilleur acteur dans un second rôle pour James Doohan et Walter Koenig, meilleure actrice dans un second rôle pour Catherine Hicks, meilleur scénario
- ASC Awards 1987 : meilleure photographie : Donald Peterman
- Prix Hugo 1987 : meilleur film dramatique
- Young Artist Awards 1988 : meilleur film familial dramatique

### Rééditions
Retour sur Terre est sorti le 30 septembre 1987 en VHS, à la suite d'une campagne de promotion de Paramount Home Video de 20 millions de dollars autour de sa sortie et de 10 épisodes de la série originale en coffret VHS. Le film s'est vendu par centaines de milliers de copies sur le marché américain et canadien et a figuré dans le top 10 des films les plus vendus et les plus loués de décembre 1987 et janvier 1988. La Paramount ressortira le film en VHS le 12 mars 1992 avec le film Liaison fatale dans une édition "Director's Series" présentant le film avec des commentaires additionnels et un format 16/9es.
Le film est sorti dans une édition DVD simple le 9 novembre 1999 contenant les mêmes éléments que dans la version "Director's Series". En 2003, une édition "Collector" est publiée avec du matériel supplémentaire : un commentaire en sous-titre de Michael Okuda et les commentaires audio de Leonard Nimoy et William Shatner.
Le film est sorti en format Blu-ray en mai 2009 afin de coïncider avec la sortie du film Star Trek sorti la même année, ainsi que les cinq autres films faisant figurer l'équipage original Retour sur Terre fut remasterisé en 1080p haute définition avec un nouveau son 7.1 Dolby TrueHD. Le Blu-ray contient les commentaires par Roberto Orci and Alex Kurtzman,.
En France, le film est disponible sur Amazon Prime, Google Play et YouTube Red

## Héritage
Durant le film, Scotty aide le Dr. Nichols à inventer l'aluminium transparent. Cette invention aura lieu en 2009, par le professeur Justin Wark du Department of Physics de l'université d'Oxford[réf. à confirmer].

## Analyse
Ce film clôt une intrigue débutée dans Star Trek 2 : La Colère de Khan. On peut considérer qu'il marque le retour de toute l'équipe au sein de Starfleet.
Dans Star Trek 2 : La Colère de Khan, Spock meurt ; dans Star Trek 3 : À la recherche de Spock il réapparaît, mais n'est plus lui-même, et dans Retour sur Terre, il achève sa résurrection. De plus, Kirk rachète ses fautes en sauvant encore une fois la Terre. Malgré le vol et la perte de l’Enterprise, son insubordination, et la bataille contre un oiseau de proie klingon, sa sanction n'est qu'une dégradation d'amiral à capitaine. Ce qui lui donne l'occasion, encore une fois, de commander un vaisseau spatial.
Ce film est le plus « léger » des Star Trek. On y découvre l'humour de Leonard Nimoy, réalisateur de Trois Hommes et un bébé sorti l'année suivante, rompant ainsi avec l'image d'acteur « cérébral » qu'il a acquise tout au long de sa carrière. Si les quiproquos de Spock sont ironiques, ceux de Scott sont plus cocasses comme lorsqu'il empoigne la souris de l'ordinateur de bureau du XXe siècle comme un microphone et dicte : « Ordinateur ! ... Répondez, ordinateur ! ». Chekov joue le perpétuel gaffeur et McCoy l'éternel bougon critiquant « ces bouchers du XXe siècle ». Enfin, les dernières images de l'amerrissage du vaisseau klingon montrent un Spock hilare, que Kirk s'amuse à jeter à l'eau.